# Bromit
A bromit egy oxoanion, képlete BrO−2. A bromitok a brómossav sói.

## Szintézise
Elő lehet állítani hipobromit hipoklorittal történő oxidálásával lúgos oldatban:
{\displaystyle {\ce {BrO- + ClO- -> BrO2- + Cl-}}}.
Lítium-bromit előállítható lítium-bromid és lítium-bromát reakciójával:
{\displaystyle {\ce {LiBr + 2 LiBrO3 ->3 LiBrO2}}}.

## Tulajdonságai
A bromitok kristályai és vizes oldatai is sárgás-narancssárgás színűek. Savas oldatban brómra és bromátra bomlik:
{\displaystyle {\ce {5 NaBrO2 + 2 HCl ->3 NaBrO3 + 2 NaCl + H2O + Br2}}}.
A brómossav a fentiek miatt instabil, és bomlik, ha a sóiból akarják felszabadítani.
A nátrium-bromitot cserzőanyagként (a keményítő oxidálására) használják a textiliparban.
Számos bromit stabil és izolálható. Erre példák a nátrium-bromit-trihidrát (NaBrO2·3 H2O) és a bárium-bromit-monohidrát (Ba(BrO2)2·3 H2O).

## Fordítás
Ez a szócikk részben vagy egészben  a   Bromite című német Wikipédia-szócikk ezen változatának fordításán alapul.  Az eredeti cikk szerkesztőit annak laptörténete sorolja fel. Ez a jelzés csupán a megfogalmazás eredetét és a szerzői jogokat jelzi, nem szolgál a cikkben szereplő információk forrásmegjelöléseként.